# Diálogo Regional de Política
El Diálogo Regional de Política (DRP) es una iniciativa del Banco Interamericano de Desarrollo (BID) constituida por el Directorio Ejecutivo del BID en diciembre de 1999. Tiene como objetivo crear un espacio de diálogo y de intercambio de conocimiento entre funcionarios de alto nivel de América Latina y el Caribe y duchos en áreas clave de desarrollo. 
El DRP cubre temas estratégicos para la región a través de sus trece redes: 1) Agua; 2) Cambio climático y gestión de desastres naturales; 3) Comercio e integración; 4) Educación; 5) Energía; 6) Gestión de presupuesto por resultados; 7) Innovación, ciencia y tecnología; 8) Mercados laborales y seguridad social; 9) Política macroeconómica y finanzas; 10) Protección social y salud; 11) Regulación de instituciones financieras; 12) Seguridad ciudadana; y 13) Transporte.
Estas redes tienen como objetivo promover el diálogo entre los funcionarios públicos que trabajan en un mismo sector, con el propósito de facilitar el intercambio de experiencias y lecciones aprendidas. A través de este medio, los principales formuladores de políticas en la región podrán identificar soluciones comunes a los desafíos de desarrollo más apremiantes y aumentar su capital intelectual e institucional.
Para apoyar el intercambio efectivo de experiencia y prácticas innovadoras, el DRP promueve la presentación de informes, investigaciones y trabajos analíticos de alta calidad que son discutidos durante las reuniones hemisféricas y subregionales de las redes.
El diálogo que se genera en las reuniones del DRP no sólo favorece a todos sus participantes sino que también contribuye al compromiso substantivo del Banco con la región, proporcionándole una retroalimentación directa sobre las prioridades de política de los países miembros prestatarios.